# 館直樹
館直樹（たて なおき／Naoki Tate，1965年1月10日—）是日本的男性動畫師。菁画舎(日文:／Seigasha)，日本東京都練馬區出身，目前隸屬於日本東映動畫製作公司。

## 來歷
館直樹來自菁画舍。因為統包（グロス請け）和菁画舍創辦人竹內留吉的因素，早期參與了東映動畫的《七龍珠》系列的作畫工作。2002年竹內留吉逝世後進入東映動畫。

在1999年10月20日播映的《ONE PIECE》第1話「我是魯夫！我要成為海賊王！（俺はルフィ！海賊王になる男だ！）」開始便參加原畫；2002年3月17日的第105話「阿拉巴斯坦戰線-夢之城雨地（アラバスタ戦線! 夢の町レインベース）」及2002年5月19日第112話「叛亂軍VS國王軍-決戰阿爾巴那！（反乱軍vs国王軍！決戦はアルバーナ！）」與菁画舍時代的動畫師前輩島貫正弘共同擔任二次的作畫監督後開始獨立擔當作畫監督。

2004年9月在日本發售的『ONE PIECE DVD-BOX』中，館直樹提到非常喜歡《ONE PIECE》所以辦公桌上總是擺滿尾田榮一郎的原作漫畫。

受動畫師及導演細田守執導的2005年電影動畫《ONE PIECE 祭典男爵與神祕島》作風影響，特別是石崎壽夫(すしお)扁平和寬鬆的人物設定的啟發，所以開始著重在人物的姿體動作靈活的表現。

憑藉2008年電影動畫《ONE PIECE THE MOVIE 喬巴身世之謎：冬季綻放、奇跡的櫻花》晉升到電影動畫的人物設計師與作畫監督職位。

## 參與作品

### 電視動畫
- 七龍珠系列
  - 七龍珠（動畫）
  - 七龍珠Z（動畫·原畫[注 1]）
  - 七龍珠Z 一夫當關的最後決戰～挑戰弗利沙的Z戰士·孫悟空之父～（動畫）
  - 七龍珠GT（原畫）
  - 七龍珠GT 悟空外傳!勇氣的證明是四星球（原畫）
  - 七龍珠超（作畫監督補佐·作畫監督·原畫·第一期OP原畫）
- ONE PIECE（原畫·OP原畫[注 2]·作畫監督）
- 探偵少年カゲマン（原畫）
- ドラゴノーツ -ザ・レゾナンス-（原畫）
- 黑執事第二期 （原畫）
- 只想告訴你（原畫）
- 罪惡王冠（原畫）
- Smile 光之美少女！ （原畫）
- 京騷戲畫 （作畫監督）
- 鬼燈的冷徹（OP原畫）
- 天雷爭霸：復仇者聯盟 （人物設定[注 3]·作畫監督·原畫）
- 請問您今天要來點兔子嗎？（原畫）
- 鋼鐵天使2期（原畫）
- 美食獵人（原畫·作畫監督補佐·作畫監督）
- 數碼寶貝-APP獸（OP原畫·ED3 Staff）
- 虎面人W（OP原畫）
- 境界觸發者（OP2原畫·原畫）

### 電影動畫
- 七龍珠系列
  - 七龍珠 魔神城內的睡美人（動畫）
  - 七龍珠Z 世界上最強之人（動畫）
  - 七龍珠Z 地球超級大決戰（動畫）
  - 七龍珠Z 超級賽亞人孫悟空（動畫檢查）
  - 七龍珠Z 危險雙人組!超戰士難以沉眠（原畫）
  - 七龍珠Z 超戰士擊破!!勝利是屬於我的（原畫）
  - 七龍珠Z 復活的融合!!悟空與達爾（原畫）
  - 七龍珠Z 龍拳爆發!!悟空捨我其誰（原畫）
  - 七龍珠 邁向最強的道路（原畫）
  - 七龍珠超：布羅利（作畫監督補左·原畫）
- ONE PIECE 海賊王系列
  - 航海王：強者天下（作畫監督補左·原畫）
  - 航海王電影：Z（作畫監督·原畫）
  - 航海王：奪寶爭霸戰（作畫監督）
  - 航海王 死亡盡頭大冒險（原畫）
  - ONE PIECE THE MOVIE 喬巴身世之謎：冬季綻放、奇跡的櫻花（作畫監督·人物設定）
  - ONE PIECE ワンピース めざせ！海賊野球王（原畫）
  - ONE PIECE 被詛咒的聖劍（作畫監督補佐）
  - ONE PIECE 機關城的機械巨兵（作畫監督補佐）
  - 航海王 阿拉巴斯坦戰記 沙漠王女與海賊們（作畫監督補佐·原畫）
  - 航海王 黃金島大冒險（原畫）
  - ONE PIECE 梅利特別篇〜另一位夥伴的故事〜（原畫）
- 光之美少女系列
  - 映画 スイートプリキュア♪とりもどせ！心がつなぐ奇跡のメロディ♪（原畫）
  - 光之美少女 All Stars New Stage 未來的朋友（原畫）
  - 電影 Star☆Twinkle 光之美少女 滿懷思唸的星之歌（原畫）
- デジモンテイマーズ 冒険者たちの戦い（作画監督補佐）
- 數碼寶貝拯救隊 劇場版 究極力量!爆裂模式發動!!（原畫）
- キン肉マンII世 マッスル人参争奪!超人大戦争（原畫）
- FAIRY TAIL 魔導少年 劇場版 鳳凰巫女（原畫）
- 虹色ほたる 〜永遠の夏休み〜（原畫）
- 屍者的帝國（原畫）
- 未來的未來（原畫）
- 弱虫ペダル SPARE BIKE（美術監督）
- ハル（原畫）
- 夏日大作戰（原畫）
- POP IN Q（原畫）

### 其它
- 京騷戲畫 （原畫）
- 勝利投手（動畫）
- 七龍珠Z外傳 賽亞人滅絕計畫（原畫）
- 七龍珠 好!! 孫悟空與他的同伴們歸來（作畫監督補佐·原畫）
- 逮捕しちゃうぞ イン アメリカ（作畫監督·原畫）
- ONE PIECE 海賊王系列電玩（ANIMATION的作畫監督·原畫）
- Summon Night 召喚夜響曲2（ANIMATION的作畫監督·原畫）
- 七龍珠 終極炸裂（ANIMATION的原畫·OP原畫）

## 腳註

### 來源
1. ↑  DVD『ONE PIECE シックススシーズン 空島・スカイピア篇 piece.2』（avex trax, ASIN:B0002L4DD2 2004年9月)